# Sani
Sani es una comuna o municipio del departamento de Kankossa, en la región de Assaba, en Mauritania. En marzo de 2013 presentaba una población censada de 9295 habitantes.
Se encuentra ubicada al sur del país, sobre el desierto del Sahara, cerca de la frontera con Senegal y Malí.